# 永和里 (旗山區)
永和里為高雄市旗山區屬下的行政區劃。根據截至2025年4月（民國114年4月）的統計，該里有24鄰，1440戶，3749人。

## 歷史
清朝時期位於蕃薯寮之北方，有木柵、灣里、六張犁三個獨立之平埔族聚落。
日治時代保甲編制與竹峰里、瑞吉里編為蕃薯寮街第五保，1920年（大正9年）旗山街成立，1925年（大正14年）改編為旗山街第五保。
1945年中華民國接收台灣後，保甲制廢除改為里鄰制，隸屬於高雄縣旗山鎮。為了促進地方團結和諧、建設地方，故以「永和里」命名。1950年10月1日，高、屏分治，旗山鎮仍隸屬於高雄縣。2010年12月25日，永和里因為高雄縣、市合併而隸屬於直轄市高雄市。

## 外部連結
- 高雄市旗山區公所里政專區 （页面存档备份，存于）